# 托托加爾帕
托托加爾帕（西班牙語：Totogalpa），是尼加拉瓜的城鎮，位於該國北部，由馬德里斯省負責管轄，始建於1911年，面積133平方公里，海拔高度682米，2005年人口11,927，人口密度每平方公里89.68人。
13°34′N 86°30′W / 13.567°N 86.500°W